# Boeromedusa auricogonia
Boeromedusa auricogonia is een hydroïdpoliep uit de familie Boeromedusidae. De poliep komt uit het geslacht Boeromedusa. Boeromedusa auricogonia werd in 1995 voor het eerst wetenschappelijk beschreven door Bouillon. 